# Xã Ravenna, Quận Sanborn, Nam Dakota
Xã Ravenna (tiếng Anh: Ravenna Township) là một xã thuộc quận Sanborn, tiểu bang Nam Dakota, Hoa Kỳ. Năm 2010, dân số của xã này là 53 người.